# Мобае
Мобае (фр. Mobaye) — город в южной части Центральноафриканской Республики, на территории префектуры Нижнее Котто.

## География
Абсолютная высота — 423 метра над уровнем моря. Город расположен на правом берегу реки Убанги, на границе с ДРК.

## Население
По данным на 2013 год численность населения составляет 7179 человек.
Динамика численности населения города по годам:
| 2003 | 2013 | 2021 |
| ---- | ---- | ---- |
| 7176 | 8367 | 7179 |